# Нестеровецька сільська рада
Нестерове́цька сільська́ ра́да — адміністративно-територіальна одиниця та орган місцевого самоврядування в Дунаєвецькому районі Хмельницької області. Адміністративний центр — село Нестерівці.

## Загальні відомості
Нестеровецька сільська рада утворена в 1929 році.
- Територія ради: 19,747 км²
- Населення ради: 1 473 особи (станом на 2001 рік)

## Населені пункти
Сільській раді підпорядковані населені пункти:
- с. Нестерівці

## Склад ради
Рада складається з 16 депутатів та голови.
- Голова ради: Пещанюк Ольга Володимирівна
- Секретар ради: Гринівецька Аліна Станіславівна

### Керівний склад попередніх скликань
| Прізвище, ім'я, по батькові     | Основні відомості                                                                                              | Дата обрання | Дата звільнення |
| ------------------------------- | --- | ------------ | --------------- |
| Лісецький Олексій Станіславович | Сільський голова, 1972 року народження, безпартійний                                                           | 26.03.2006   | 31.10.2010      |
| Сулима Олег Михайлович          | Сільський голова, 1972 року народження, освіта вища, безпартійний                                              | 15.05.2011   | 09.09.2012      |
| Пещанюк Ольга Володимирівна     | Сільський голова, 1986 року народження, освіта середня загальна, член Всеукраїнського об'єднання «Батьківщина» | 09.09.2012   |                 |

Примітка: таблиця складена за даними сайту Верховної Ради України

### Депутати
За результатами місцевих виборів 2010 року депутатами ради стали:

#### За суб'єктами висування
| Суб'єкт висування | Кількість обраних депутатів | %   |
| ----------------- | --------------------------- | --- |
| Самовисування     | 16                          | 100 |

#### За округами
| № округу | Прізвище, ім'я, по батькові         | Дата визнання обраним | Освіта             | Партійна приналежність                        | Відомості про обраного депутата                          |
| -------- | ----------------------------------- | --------------------- | ------------------ | --------------------------------------------- | -------------------------------------------------------- |
| 1        | Федорова Тетяна Йосипівна           | 01.11.2010            | середня            | позапартійна                                  | Нестеровецький фельдшерсько-акушерський пункт, медсестра |
| 2        | Віннічук Михайло Дмитрович          | 01.11.2010            | середня            | позапартійний                                 | ФГ"Є Надія", комірник                                    |
| 3        | Кшаховський Олександр Володимирович | 01.11.2010            | середня            | позапартійний                                 | підприємець                                              |
| 4        | Тваржинська Валентина Володимирівна | 01.11.2010            | вища               | позапартійна                                  | Нестеровецька загальноосвітня школа І-ІІІ ст., вчитель   |
| 5        | Атаманчук Олександр Станіславович   | 01.11.2010            | середня            | позапартійний                                 | ФГ"Обрій", голова                                        |
| 6        | Гудима Володимир Миколайович        | 01.11.2010            | середня            | позапартійний                                 | Нестеровецький будинок культури, директор                |
| 7        | Гринівецька Алінна Станіславівна    | 01.11.2010            | вища               | позапартійна                                  | Нестеровецька сільська рада, секретар сільськоїради      |
| 8        | Бабій Петро Дмитрович               | 01.11.2010            | вища               | позапартійний                                 | с. Нестерівці, священик                                  |
| 9        | Федоришина Лариса Михайлівна        | 01.11.2010            | вища               | позапартійна                                  | Нестеровецька загальноосвітня школа І-ІІІ ст., вчитель   |
| 10       | Пісченюк Олександр Володимирович    | 01.11.2010            | середня            | позапартійний                                 | ФГ «Є Надія», водій                                      |
| 11       | Блажеєв Володимир Тадеушевич        | 01.11.2010            | середня            | позапартійний                                 | приватний підприємець                                    |
| 12       | Чешневський Олег Володимирович      | 01.11.2010            | вища               | член Всеукраїнського об'єднання «Батьківщина» | Нестеровецька загальноосвітня школа І-ІІІ ст., вчитель   |
| 13       | Дармороз Віктор Павлович            | 01.11.2010            | середня            | позапартійний                                 | ФГ «Є Надія», електрик                                   |
| 14       | Антошків Олег Анатолійович          | 01.11.2010            | середня            | позапартійний                                 | ФГ «Є Надія», інженер-механік                            |
| 15       | Стасишин Зінаїда Олександрівна      | 01.11.2010            | середня спеціальна | позапартійна                                  | Нестеровецька загальноосвітня школа І-ІІІ ст., завгосп   |
| 16       | Люлько Світлана Францівна           | 01.11.2010            | вища               | позапартійна                                  | Нестеровецька загальноосвітня школа І-ІІІ ст., вчитель   |